# Bitche
Bitche / Bitsch là một xã trong vùng Grand Est, thuộc tỉnh Moselle, quận Sarreguemines, tổng Bitche. Tọa độ địa lý của xã là 49° 03' vĩ độ bắc, 07° 25' kinh độ đông. Bitche / Bitsch nằm trên độ cao trung bình là 290 mét trên mực nước biển, có điểm thấp nhất là 249 mét và điểm cao nhất là 432 mét. Xã có diện tích 41,13 km², dân số vào thời điểm 1999 là 5752 người; mật độ dân số là 139 người/km².